# The Body Shop
The Body Shop é uma empresa inglesa de cosméticos, produtos de beleza e perfumes.  

## Histórico
Fundada em 1976 pela empreendedora britânica e ativista ambiental e de direitos humanos Dame Anita Roddick, teve início com uma pequena loja que comercializava produtos para a pele em embalagens reutilizáveis.
A empresa fabrica e comercializa produtos de beleza naturais, fomentando o consumo ético. Foi pioneira na proibição de ingredientes testados em animais em parte de sua linha e na promoção do comércio justo com países em desenvolvimento. Durante visita ao Brasil em 1984, Anita conheceu comunidades indígenas Caiapós e idealizou alternativas econômicas para que não dependessem da exploração madeireira. Assim, em 1987, estabeleceu-se o programa Trade Not Aid, atualmente Community Fair Trade, visando o comércio justo com pequenas comunidades fornecedoras de matéria-prima natural, iniciando com uma comunidade indiana produtora de massageadores de madeira e expandindo para outras regiões, incluindo óleo de gergelim da Nicarágua, manteiga de cacau de Gana e juta de Bangladesh. 
Como ativista, a The Body Shop patrocinou pôsteres e campanhas do grupo ambientalista Greenpeace, da ONG Salve Maracaípe, entre outras ações pelo mundo. A companhia ainda envolveu-se em uma polêmica quando lançou uma linha de óleos, cremes e batons produzidos com cânhamo, um vegetal primo da cannabis, de onde vem à maconha, usando a planta como símbolo.
A The Body Shop oferece uma ampla gama de produtos de beleza, diversificados em tipos e finalidades, abrangendo cuidados para a pele, cabelo e fragrâncias. Entre os produtos mais vendidos, destacam-se as body butters, manteigas hidratantes corporais disponíveis em aproximadamente dez fragrâncias, incluindo morango, mirtilo e mel. Mantendo sua proposta, em 2010, a marca lançou a linha Nutriganics, composta por cosméticos orgânicos certificados pela ECOCERT da França.
Atualmente, a marca engloba cerca de 1.000 produtos, que são vendidos em cerca de 3.000 lojas, divididas entre as de propriedade da própria companhia e as lojas franqueadas, presentes em mais de 65 países. 
A empresa foi propriedade do grupo francês L'Oréal entre 2006 e 2017, quando, em junho, a marca foi vendida para a Natura, em transação estimada em 1 bilhão de Euros.
Foi vendida novamente em 2023 a Aurelius por 207 milhões de libras. Atualmente pertence a Auréa Group desde 2024.
A marca encerrou suas atividades no Brasil em janeiro de 2025.